# Carex coxiana
Carex coxiana là một loài thực vật có hoa trong họ Cói. Loài này được Petrie mô tả khoa học đầu tiên năm 1926.